# سامسونگ اس‌جی‌اچ-جی۸۱۰

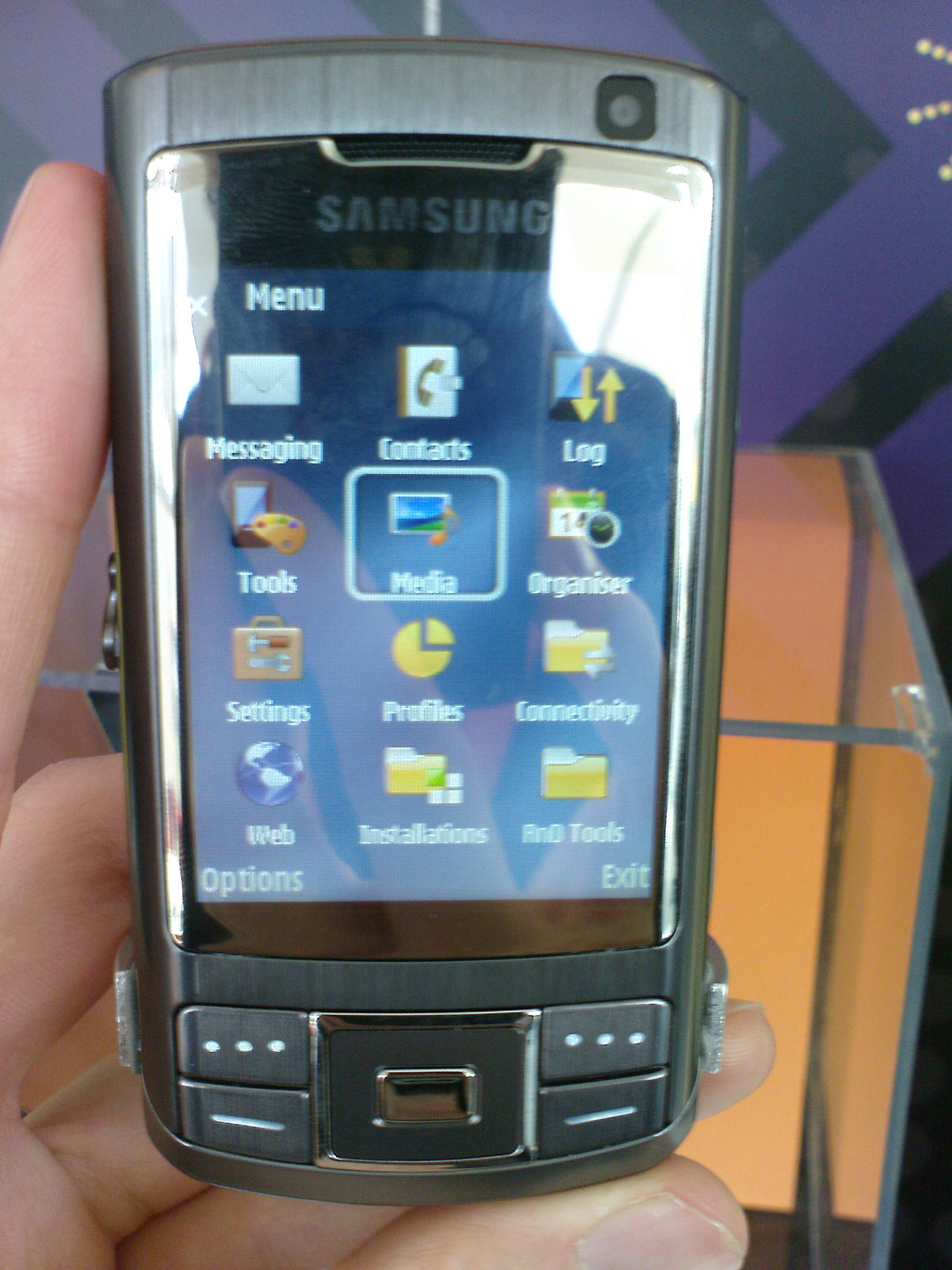
SGH-G810

سامسونگ اس‌جی‌اچ-جی۸۱۰ یک‌نمونه از گوشی‌های تلفن همراه سری G شرکت سامسونگ می‌باشد  که توسط همین شرکت به بازار عرضه شده‌است.